# Parfume
Parfume er en blanding af æteriske olier, aromastoffer og et opløsningsmiddel, som anvendes til at udbrede dufte. Ordet parfume stammer fra latin per fumum som betyder gennem røg.

## Historie
Parfume er fremstillet og anvendt siden oldtidens Mesopotamien og Egypten. Processen blev udviklet og raffineret af romerne og araberne.
Arkæologer fandt i 2003 det, der nok er verdens ældste parfume i Pyrgos på Cypern. Parfumerme er mere end 4.000 år gammel og blev opdaget i en parfumerefabrik. Der blev fundet mindst 60 destillationsapparater, fade, tragter og parfumeflasker i den 300 m² store fabrik. I gamle dage brugte folk urter og krydderier som anis, fyrretræ, koriander, bergamot, mandel og persille.
Kendskabet til parfume kom til Europa i det 14. århundrede sammen med islam. Den første moderne parfume var en blanding af duftolier og alkohol. Den blev fremstillet i 1370 i Ungarn og blev kaldt "ungarsk vand".

## Parfumerier
Et parfumeri er en virksomhed som er specialiseret indenfor salg af blandt andet parfume, men også anden kosmetik, f.eks. produkter for hud og hår eller helsekost-produkter og receptfri medicin.
Større parfumerikæder er Vita, Parfymelle og Esthetique.

## Klassiske dufte
- Farina Gegenüber
  - 4711 Eau de cologne (1709)

- Chanel
  - Coco Mademoiselle (2001)
  - No. 5 (1921)
  - No. 19 (1971)

- Dior
  - Addict (2002)
  - Dolce Vita (1995)
  - Dune, Dior (1991)
  - J'Adore (1999)
  - Poison (1985)

- Givenchy
  - Amarige (1991)
  - Organza (1996)
  - Ysatis de Givenchy (1984)

- Lancôme
  - Ô (1969)
  - Trésor (1990)

- Yves Saint-Laurent
  - Opium, YSL (1977)
  - Paris, YSL (1983)